# Тюркотт, Матьё
Матьё Тюркотт (фр. Mathieu Turcotte; род.8 февраля 1977 года в Шербруке, провинция Квебек) — канадский конькобежец, специализирующийся в шорт-треке. Олимпийский чемпион и бронзовый призёр Олимпийских игр 2002 года и серебряный призёр Олимпийских игр 2006 года, Восьмикратный чемпион мира.

## Спортивная карьера
Матье Тюркотт начал заниматься конькобежным спортом в 7 лет. В 1997 году он попал в национальную сборную и уже в начале 1998 года был в составе команды на Олимпийских играх в Нагано, но остался в запасе, так ни разу и не выступил. Но сразу после Олимпиады выступил на чемпионате мира в Вене, где в составе эстафеты выиграл золото вместе с Марком Ганьоном, Эриком Бедаром, Дерриком Кэмпбеллом и Франсуа-Луи Дроле. Через неделю он победил в команде на командном чемпионате мира в Бормио. В то время личным тренером у Матье был Деррик Кэмпбелл.

## 1999—2001 год
В 1999 году Матье впервые выступил в Кубке мира, и даже выиграл бронзу на дистанции 500 метров в Зутермере, а в общем зачёте занял 13 место. В 2000 году на командном чемпионате мира в Гааге он выиграл ещё одно золото с командой и на следующий год взял третью золотую награду в японском Нобеяме, чуть раньше неделей взял серебро в эстафете на мировом первенстве в Чонджу.

## Олимпиада 2002 года
На Олимпийских играх в Солт-Лейк-Сити Матье приехал с золотым багажом мировых чемпионатов. На дистанции 1000 метров в финал попали пять спортсменов, американец Антон Аполо Оно, китаец Ли Цзяцзюнь, кореец Ан Хен Су, австралиец Стивен Брэдбери и сам Тюркотт. С самого начала четвёрка уехала далеко от австралийца, завязалась борьба и на последнем повороте Антон Аполо Оно толкнул китайца, тот в свою очередь потащил за собой Тюркотта и Ан Хен Су, все упали, а австралиец спокойно доехал до финиша первым, это была настоящая сенсация. Американец успел встать быстрее Матье и доехал вторым, канадец стал третьим. Это был грандиозный успех для него, но своё золото он взял в эстафете.

## 2002—2005 год
Следом за Олимпиадой прошли чемпионаты мира, сначала в Монреале, где было серебро эстафеты, а потом в Милуоки выиграли серебряную медаль в команде. Также были победы на этапах Кубка мира в эстафете. В начале 2003 года в Варшаве выиграл очередную серебряную награду и золото в Софии на командном чемпионате мира. В Санкт-Петербурге в 2004 году с командой выиграли очередную серебряную медаль. В том же году на этапе Кубка мира в Бормио Матье впервые выиграл золото на 500 метров. А за год до Олимпиады Канадская эстафетная команда одержала победы не только на двух этапах Кубка мира, но и на двух чемпионатах мира в Пекине и Чхунчхоне. Предолимпийский сезон удался.

## Олимпиада 2006 года
Тюркотт ехал на Олимпийские игры в Турин за золотом, как и вся команда и предпосылки к этому были. На дистанции 1500 метров Матье дошёл до полуфинала, но там занял третье место, уступив путь в финал своим вечным соперникам Ли Цзяцзюню и Ан Хен Су. В итоге стал шестым. В эстафете Канада была фаворитом, выигрывавшая до этого две Олимпиады подряд и последний чемпионат мира, их конкурентом была Корея, побеждавшая на чемпионатах мира в 2002—2004 года, но ни разу не были Олимпийскими чемпионами. Борьба шла между ними до последнего круга, пока не включился Ан Хен Су и на последних метрах обошёл канадцев, впервые принеся золото сборной Кореи, Канада стала второй. Правда на чемпионате мира в Миннеаполисе одержали победу в эстафете, а позже взяли серебро в командном чемпионате мира у себя на родине в Монреале. После этих турниров Матье практически не участвовал в крупных соревнованиях и в 2008 году окончательно завершил карьеру.

## Карьера в APEX Racing Skates
После спортивной карьеры Тюркотт стал президентом компании APEX Racing Skates по производству инвентаря для конькобежного спорта и шорт-трека, в которой был соучредителем задолго до этого. В 2012 году он посетил Россию по приглашению Союза конькобежцев России (СКР), где принял участие в подготовке и ремонте старого инвентаря.